# Kogl, Albeck
Kogl je naselje v Občini Albeck v Okraju Trg na Koroškem v Avstriji.